# Mikoian-Gurévitx MiG-19
El Mikoian-Gurévitx MiG-19 (denominació OTAN Farmer) és el primer avió de combat supersònic concebut per l'URSS. Bireactor amb ales en forma de fletxes, va ser construït en grans quantitats, milers d'unitats, principalment sota llicència per la Xina, i àmpliament exportat.

## Concepció

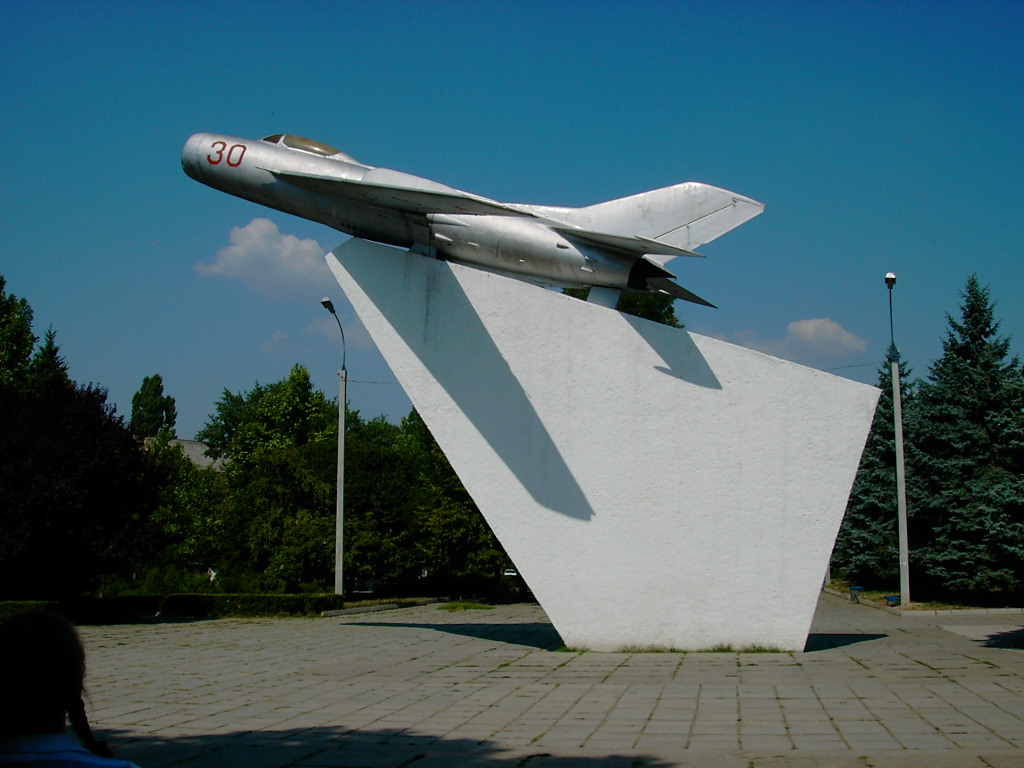

Els treballs que anaven a donar a llum el MiG-19 es van desenvolupar a començaments dels anys 1950. El primer vol del prototip tingut lloc el setembre de 1953 i l'avió va mostrar ràpidament prestacions prometedores, atenyent sobretot la velocitat de Mach 1,44. La producció va començar el 1955 però de seguida es van descobrir grans problemes. En particular, la calor expel·lida pels reactors podia fer explotar en ple vol un dels tancs de carburant col·locat al fuselatge.

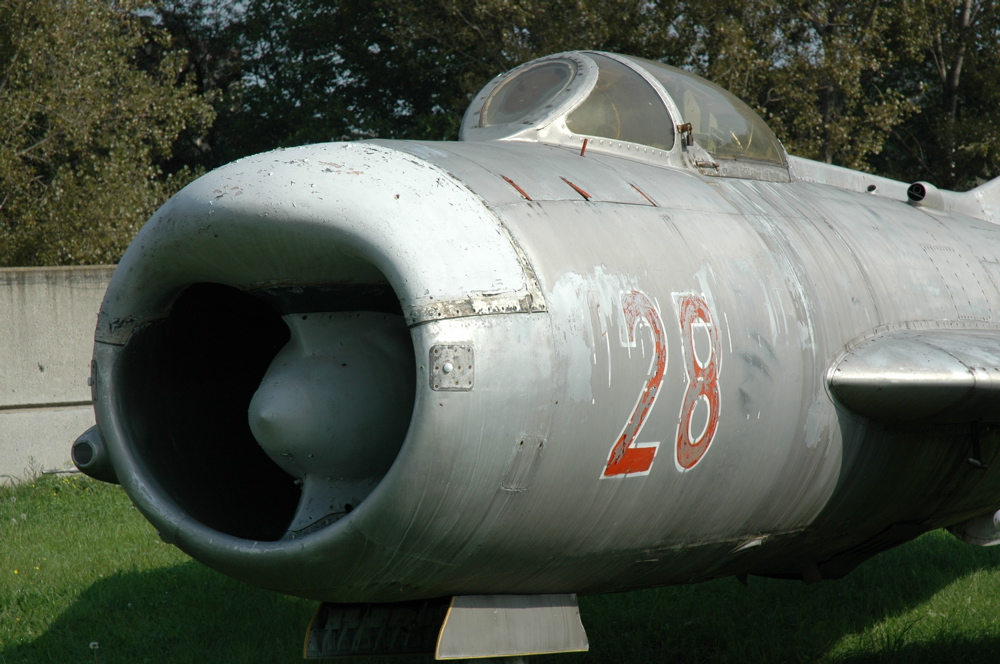
Primer pla sobre l'entrada d'aire d'un MiG-19PM, ensenyant les modificacions per a l'afegitó del radar

Des de 1956, la primera seria (Farmer Té) fou reemplaçada per una versió millorada : el MiG-19S (Farmer C). A més a més de modificacions aerodinàmiques, l'avió estava armat amb 3 canons de 30 mm en lloc dels canons de 23 mm instal·lats sobre la primera versió. En paral·lel, la versió MiG-19P (Farmer B) va ser desenvolupada, amb un radar però amb un canó menys. La versió següent MiG-19Pm (Farmer E) no tenia més canons però podia portar 4 míssils aire-aire K-5M. En tots els casos, els diversos problemes de concepció o de fiabilitat van continuar disgustant els pilots soviètics i el MiG-19 va ser ràpidament reemplaçat pel Mig-21 en l'exèrcit de l'aire soviètic. Tanmateix, en situació de combat aeri, l'avió era eficaç i els seus 3 canons temibles.
La Xina va començar a produir el MiG-19 sota llicència per Xenyang en els anys 1960, amb la designació local J-6. L'arrencada de la producció va ser llarga i difícil, en raó sobretot d'esdeveniments com el Gran Salt Endavant i la Revolució cultural però també per la ruptura de les relacions amb l'URSS. Des d'aleshores, han estat construïdes localment i exportades milers i el J-6 equipa sempre l'exèrcit de l'aire xinès. Noves versions han estat concebudes i produïdes sobre el terreny, en particular una versió biplaça destinada a l'entrenament. El MiG-19 ha estat fins i tot derivat en avió d'atac en el sòl, el Q-5 "fantan".
El nombre de MiG-19 construïts varia força segons les fonts consultades. Sembla tanmateix cert que els russos hagin construït aproximadament, unes 2000 unitats i els xinesos aproximadament 3000, o sigui una producció total d'almenys 5000 aparells. Txecoslovàquia ha ensamblat l'avió sota llicència per equipar el seu exèrcit de l'aire, sota la denominació Avia S-105.

## Compromisos
Encarregat de defensar l'espai aeri soviètic, el MiG-19 va efectuar diverses missions d'intercepcions contra avions intrusos. Li és en particular atribuïda la destrucció d'un Boeing Rb-47h americà el 1r de juny de 1960. En canvi, les temptatives contra els Lockheed U-2 van continuar sent fracassos.
El MiG-19 ha estat igualment utilitzat al combat per Egipte i Síria, sobretot contra Israel durant la Guerra Dels Sis Dies durant la qual es van perdre nombrosos avions.
El Shenyang F-6 va ser breument utilitzat pel Vietnam en el moment de la Guerra Del Vietnam. Ha estat compromès pel Pakistan en el moment de la guerra indo-pakistanesa de 1971. Ha participat finalment en diversos conflictes locals a l'Àfrica.

## Països usuaris

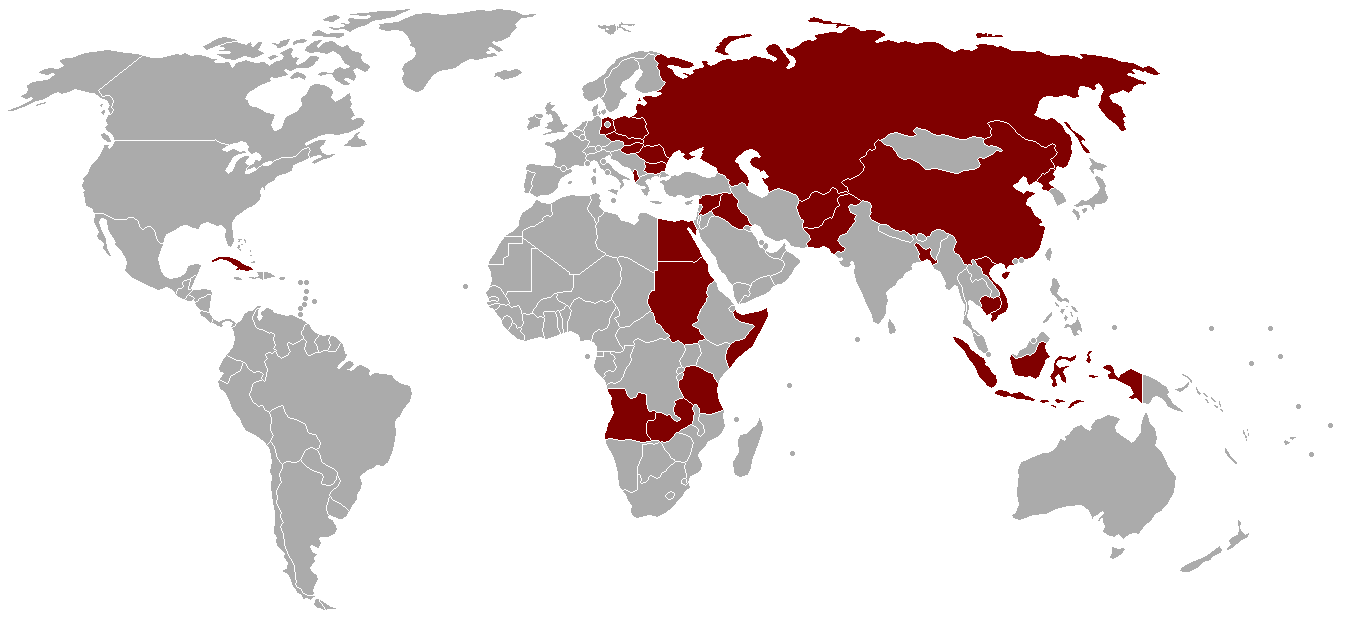
Antics operadors.

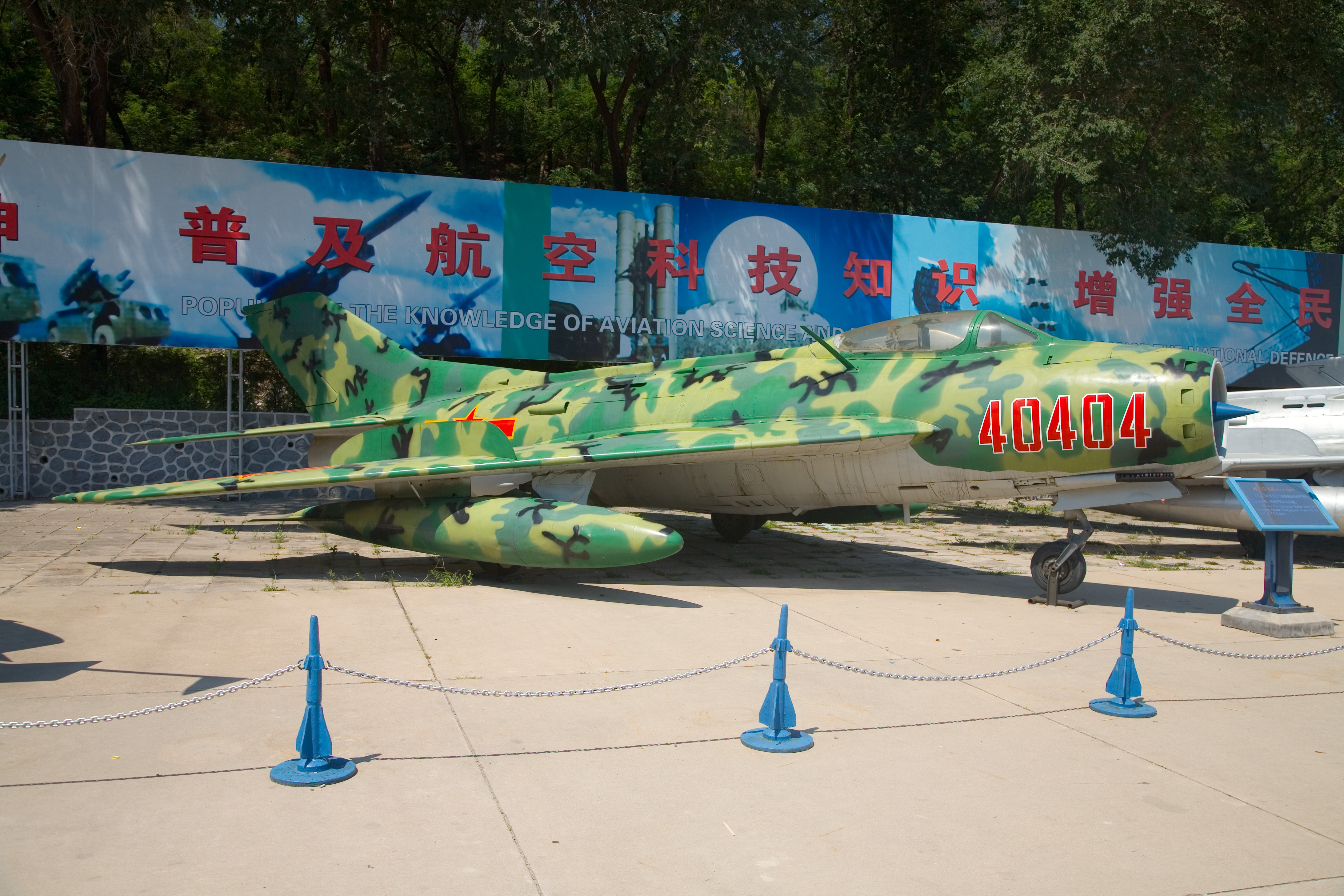
Shenyang J-6II al Museu de l'aviació xinesa

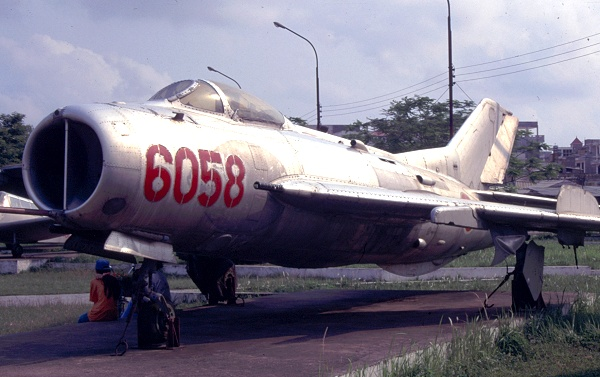

- RDA
- Angola
- Bulgària
- Bangladesh
- R.P. de la Xina
- Corea del Nord
- Cuba
- Egipte
- Etiòpia
- Hongria
- Indonèsia
- Iraq
- Pakistan
- Polònia
- Romania
- Síria
- Tanzània
- Txèquia
- Somàlia
- Sudan
- Unió Soviètica

Observació : aquesta llista comprèn igualment els països que han comprat dels F-6 produïts a la Xina.

## Especificacions (MiG-19S)
Dades de http://wp.scn.ru/mig_okb/planes-mig19-char
Característiques generals
- Tripulació: One
- Longitud: 12,54 m
- Envergadura: 9,0 m
- Alçada: 3,9 m
- Superfície de l'ala 25,0 m²
- Pes buit: 5.447 kg
- Pes màxim d'enlairament: 7.560 kg
- Motor: 2× turboreactor amb postcremador Tumansky RD-9 B , 31,9 kN cada un

 Rendiment 
- Velocitat màxima: 1.455 km/h
- Abast: 1.390 km  2.200 km amb tancs de combustible externs
- Sostre de servei: 17.500 m
- Ràtio d'ascens: 180 m/s
- Càrrega alar: 302,4 kg/m²
- Impuls/pes: 0,86

Armament

- Metralladores: 3 canons automàtics de calibre 30 mm NR-30 (75 trets pels canons alars, 55 per l'altre)
- Punts d'ancoratge: 4 alars  i provisions per portar combinacions de:
  - Coets: Llançadors múltiples
  - Míssils: 4 míssils Vímpel K-13
  - Bombes: Fins a 250 kg de bombes a cada suport